# Amtsgericht Hildburghausen
Das Amtsgericht Hildburghausen ist ein Gericht der ordentlichen Gerichtsbarkeit und eines von sechs Amtsgerichten (AG) im Bezirk des Landgerichtes Meiningen.

## Gerichtssitz und -bezirk
Sitz des Gerichtes ist Hildburghausen, die Kreisstadt des gleichnamigen Landkreises in Südthüringen. Der 938 km² große Gerichtsbezirk umfasst den Landkreis Hildburghausen. In ihm leben fast 64.000 Menschen. 
Insolvenzverfahren bearbeitet das Amtsgericht Meiningen. Für die Führung des Handels-, Genossenschafts- und Partnerschaftsregisters ist das Amtsgericht Jena zuständig. Zentrales Mahngericht ist das Amtsgericht Aschersleben.

## Gebäude
Das Gericht ist im Gebäude Johann-Sebastian-Bach-Straße 2 untergebracht.

## Übergeordnete Gerichte
Dem AG Hildburghausen ist das Landgericht Meiningen übergeordnet. Zuständiges Oberlandesgericht ist das Thüringer Oberlandesgericht in Jena.

## Geschichte
Nach der Märzrevolution wurden im Herzogtum Sachsen-Meiningen die Patrimonialgerichte abgeschafft und die Gerichte zum 1. Dezember 1850 als Kreisgerichte zusammengefasst. Bei den Kreisgerichten wurden Gerichtsdeputationen an den bisherigen Gerichtsstandorten eingerichtet. In Hildburghausen entstand so das Kreisgericht Hildburghausen mit der Gerichtsdeputation Hildburghausen
Nach der Einführung der Reichsjustizgesetze 1879 entstand die Gerichtsstruktur, die bis zum Ende des Staates Bestand haben sollte. In Sachsen-Meiningen wurde dies mit dem Gesetz vom 16. Dezember 1878, betreffend Ausführungsbestimmungen zum deutschen Gerichtsverfassungsgesetz und der Verordnung vom 28. April 1879, betreffend die Sitze und Bezirke der künftigen Amtsgerichte umgesetzt. In Hildburghausen entstand das Amtsgericht Hildburghausen. Zuständiges Landgericht war das gemeinsame Landgericht Meiningen.
Nachdem im Jahr 1920 die thüringischen Staaten im Land Thüringen aufgegangen waren, wurde der Gerichtssprengel mit dem Thüringer Gerichtsstandortgesetz angepasst. Das Amtsgericht Hildburghausen blieb beim Landgericht Meiningen und erhielt eine Abteilung Themar aus dem aufgelösten Amtsgericht Themar. Es war nun für Adelhausen, Bedheim, Bürden, Ebenhards, Eishausen, Friedenthal (Gut, Gemarkung), Heßberg, Hetschbach, Hildburghausen (Hildburghausen, Häselrieth, Wallrabs, Birkenfeld), Leimrieth, Massenhausen, Pfersdorf, Roth, Schackensdorf, Simmershausen, Steinfeld (Steinfeld, Meierei, Dom.-Gut, Gemarkung), Stressenhausen, Streufdorf, Veilsdorf, Kloster Veilsdorf, Weitersroda und Zeilfeld sowie einige Waldbezirke zuständig. Die Abteilung Themar umfasste Beinerstadt,  St. Bernhard, Ehrenberg, Grimmelshausen, Grub, Henfstädt, Lengfeld, Marisfeld, Oberstadt, Reurieth, Schmeheim, Siegritz, Tachbach, Themar, Trostadt (Dom.Gut, Gemarkung) und Wachenbrunn sowie einige gemeindefreien Gebiete.
Im Jahr 1952 wurden in der DDR die bestehenden Gerichte abgeschafft und einheitlich Kreis- und Bezirksgerichte gebildet. Hildburghausen kam zum Kreis Hildburghausen, daher wurde das Kreisgericht Hildburghausen gebildet und dem Bezirksgericht Gera nachgeordnet.
Nach dem Zusammenbruch der DDR entstand das Amtsgericht Hildburghausen zum 1. September 1993 neu und wurde erneut dem Landgericht Meinigen zugeordnet.